# هاكون إيغينز
هاكون إيغينز هو مصرفي وسياسي نرويجي، ولد في 13 يونيو 1884 في Øyer ‏ في النرويج، وتوفي في 12 يونيو 1973. نشط حزبياً في حزب المحافظين. وقد انتخب عضو برلمان النرويج ‏ عن دائرة Market towns of Buskerud county ‏ وقد انضم خلال فترته النيابية ‏ (1925 – 1927) للكتلة البرلمانية حزب المحافظين.